# Ульоа, Гамильет
Га́мильет Лоре́на Ульо́а Чако́н (исп. Hamileth Lorena Ulloa Chacon; 21 января 2001, Богота, Колумбия) — колумбийская баскетболистка, выступающая на позиции лёгкого форварда за клуб «Геррерос».

## Карьера
Выступает за колумбийский клуб «Геррерос». В период 2019—2024 годов проходила обучение в Университете Серхио Арболеды на специальности «маркетинг и международный бизнес».

### В сборной
В 2014 и 2016 годах играла на чемпионатах Южной Америки среди девушек до 15 лет, в рамках последнего завоевав бронзовые награды первенства. В 2017 году принимала участие в чемпионате Америки среди девушек до 16 лет и чемпионате Южной Америки среди девушек до 17 лет, в рамках которого завоевала серебряные награды. В 2018 году вызывалась в сборную на чемпионат мира среди девушек до 17 лет и чемпионат Америки среди девушек до 18 лет. В 2019 году приняла участие в чемпионате мира среди девушек до 19 лет.
В 2023 году дебютировала в национальной сборной Колумбии на чемпионате Америки.